# 川元明春
川元 明春（かわもと あきはる、1953年 - ）は、日本の建築家。山口県宇部市生まれ。
1976年、早稲田大学理工学部建築学科卒業。1978年、同大学大学院修士課程修了。1978年から1988年まで、内井昭蔵建築設計事務所勤務。1988年、（株）川元明春建築設計事務所を設立。東京電機大学建築学科非常勤講師（1989年～1992年）日本大学大学院芸術学研究科非常勤講師。

## 受賞歴・作品
- 吉祥寺サンロード商店街アーケードで、グッドデザイン賞受賞。

その他作品に
- 石橋邸（千葉 1995年）
- K邸（東京 1998年）
- 重富邸 （山口 1998年）など。